# Amstel Gold Race 1981
La 16ª edición de la Amstel Gold Race se disputó el 2 de abril de 1981 en la provincia de Limburg (Países Bajos). La carrera constó de una longitud total de 237 km, entre Heerlen y Meerssen.
El vencedor fue el francés Bernard Hinault (Renault-Elf-Gitane) fue el vencedor de esta edición al imponerse al esprint en la línea de meta de Heerlen. Los belgas Roger de Vlaeminck (Daf Trucks-Cote d'Or-Gazelle) y Fons de Wolf (Vermeer Thijs-Mimo Salons-Gios) fueron segundo y tercero respectivamente. 

## Clasificación final
| Pos. | Ciclista           | Equipo                         | Tiempo     |
| ---- | ------------------ | ------------------------------ | ---------- |
| 1    | Bernard Hinault    | Renault-Elf-Gitane             | 5h 57' 49" |
| 2    | Roger de Vlaeminck | Daf Trucks-Cote d'Or-Gazelle   | m. t.      |
| 3    | Fons de Wolf       | Vermeer Thijs-Mimo Salons-Gios | m. t.      |
| 4    | Rudy Pevenage      | Capri Sonne-Koga Miyata        | m. t.      |
| 5    | Jan Raas           | TI-Raleigh-Creda               | m. t.      |
| 6    | Sean Kelly         | Splendor-Wickes                | m. t.      |
| 7    | Phil Anderson      | Peugeot-Esso-Michelin          | m. t.      |
| 8    | Pierino Gavazzi    | Magniflex-Olmo                 | m. t.      |
| 9    | Stefan Mutter      | Cilo-Aufina                    | m. t.      |
| 10   | Roger De Cnijf     | Boston-Mavic                   | m. t.      |